# Roberto Naveira
Roberto Antonio Naveira Filgueiras (ur. 16 września 1970) – hiszpański judoka. Olimpijczyk z  Atlanty 1996, gdzie zajął siedemnaste miejsce w wadze ekstralekkiej.
Uczestnik mistrzostw świata w 1993 i 1995. Startował w Pucharze Świata w latach 1995-1998. Piąty na mistrzostwach Europy w 1993. Brązowy medalista akademickich MŚ w 1994 roku.

## Letnie Igrzyska Olimpijskie 1996
| Konkurencja | Eliminacje               | Eliminacje             | Klas. końcowa |
| Konkurencja | Przeciwnik I             | Przeciwnik II          | Miejsce       |
| ----------- | ------------------------ | ---------------------- | ------------- |
| 60 kg       | Liao Chun-chiang (TPE) Z | Ammar Murajdża (ALG) P | 17.           |